# Pet van de Luijtgaarden

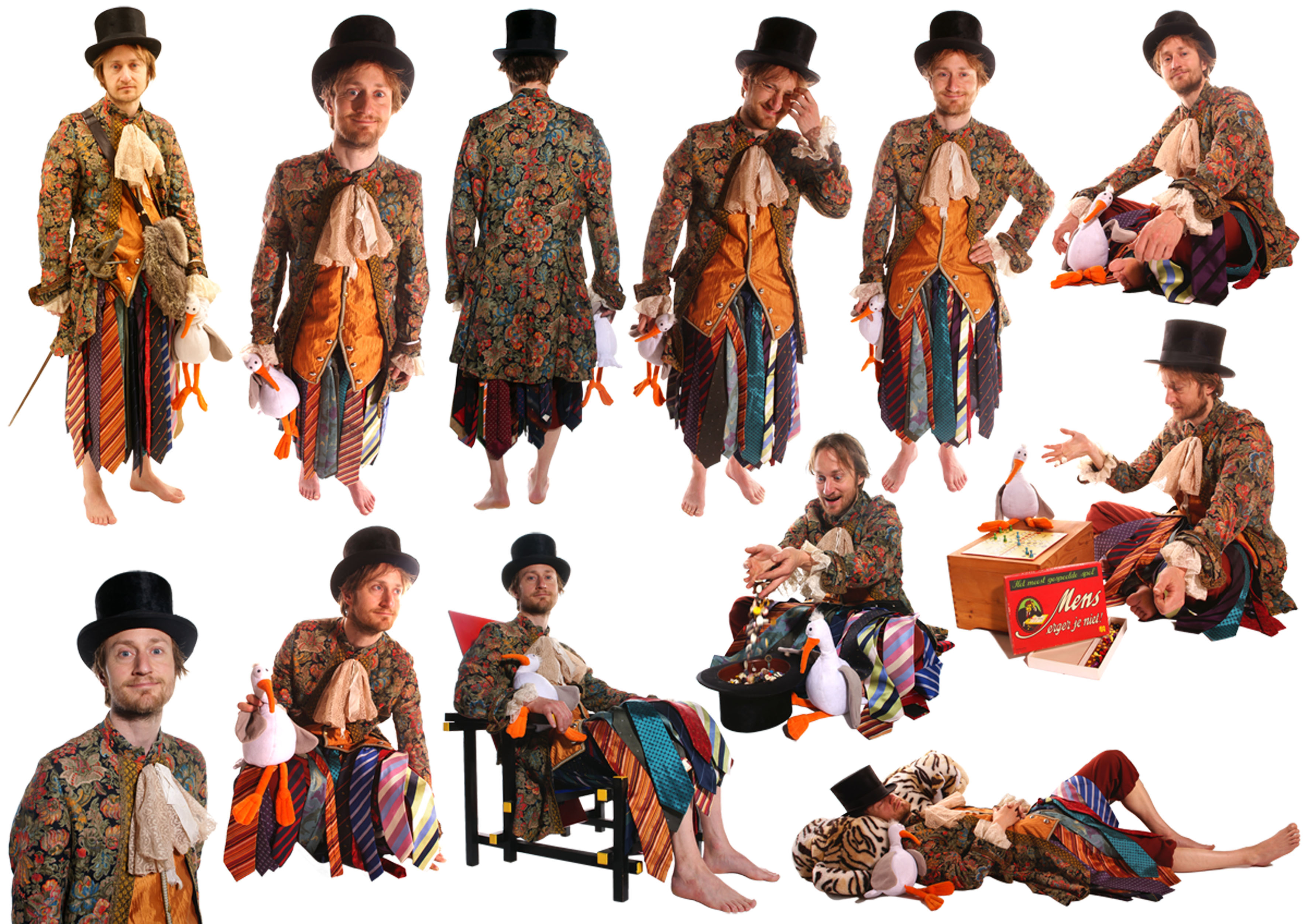
Pet van de Luijtgaarden aka Robinson Crusoe

Pet (Patrick) van de Luijtgaarden (Tilburg, 30 juli 1975) is een Nederlandse kunstenaar, visueel artiest en fotograaf.

## Biografie
Na zijn studies Communicatiewetenschap aan de Radboud Universiteit en master Informatierecht de UVA ging Van de Luitgaarden fotografie studeren aan de Koninklijke Academie van Beeldende Kunsten. Als fotograaf werkte hij onder andere voor het tijdschrift Nieuwe Revu, Intermediair, Trouw en de Volkskrant.
Pet van de Luitgaarden had zijn eerste expositie in de Kunsthal in 2011. Hierna besloot hij zijn parttime baan bij Picturae op te zeggen en ging hij zich volledig wijden aan de kunst. Het jaar daarop leidde dit tot Gullivers Verzamelingen in de Jaarbeurs Utrecht. Gullivers verzamelingen was een indoor kunstwerk van meer dan vijfduizend vierkante meter dat bestond uit meer dan een miljoen verzamelingen, waaronder een deel van de collectie van het Centraal Museum en het 30m2 scherm van Dropstuff.
Pet van de Luijtgaarden is naar eigen zeggen gefascineerd door de veelheid aan spullen die we om ons heen verzamelen. Als kind bezat hij een pettenverzameling. Zijn moeder spaarde die en hing ze met spijkers aan de muur van zijn kamer. Hij vond het destijds helemaal niks, maar toen zijn moeder in 2002 plotseling overleed begon hij de pettenverzameling bij wijze van eerbetoon uit te breiden.

## Exposities
In 2013 organiseerde hij ‘Ruilen met Robinson’. Het werd een ruilbeurs in de Jaarbeurs Utrecht met tienduizenden spullen die mensen konden komen ruilen. Van knuffels tot kunst, waarbij kledingstukken veruit het meest van eigenaar veranderden. Door de grote berg kleding die achterbleef ontstond het plan om een expositie met kleding te organiseren. Dit werd de Cirkel van Kleding. De Cirkel van Kleding werd in 2014 tentoongesteld in het Kröller-Müller Museum. Meer dan tweehonderd ontwerpers, van 13 tot 73 jaar en verspreid over heel Nederland, hebben eraan meegewerkt. In een interview met Frenk van der Linden op NPO Radio 1 vertelde Pet dat hij het fijn vindt om samen met een hoop mensen dingen te maken. In een ander interview noemde hij het vroege overlijden van zijn moeder en het feit dat hij enig kind is als drijfveer om een soort familie om hem heen te verzamelen.
Sinds 2014 tourt Pet van de Luijtgaarden door Nederland en België met een rijdend museum: de Tour d’Artistique. Dit is een verzameling bont beschilderde caravans die allemaal gevuld en/of versierd zijn met verzamelingen van Pet, zoals cassettebandjes en knuffels. De Tour d’Artistique was onder andere te zien op festivals als Xpeditie Blauwestad en Hongerige Wolf in Groningen, Lowlands in Biddinghuizen en Pukkelpop in Hasselt. Andere plekken die de Tour d’Artistique aandeed waren op Karavaan Festival in de voormalige V&D in Alkmaar, het strand Blijburg in Amsterdam, Kasteel Keukenhof, Twente Biënnale, Odapark en Zeeuws Museum.